# Kraaselinpauha
Kraaselinpauha är en klippa i Finland. Den ligger i Karleby i landskapet Mellersta Österbotten, i den centrala delen av landet, 400 km norr om huvudstaden Helsingfors.
Terrängen runt Kraaselinpauha är mycket platt. Havet är nära Kraaselinpauha norrut.  Närmaste större samhälle är Lochteå, 6,8 km söder om Kraaselinpauha. 